# Adam Cummins
Adam Cummins (* 3. März 1993 in Maghull, Liverpool) ist ein englischer Fußballspieler. Der Abwehrspieler spielt bei Bangor City in der League of Wales.

## Vereinskarriere
Adam Cummins wurde in Maghull einem Ortsteil von Liverpool an der englischen Westküste geboren. Er spielte in seiner Jugend für den FC Everton, neben dem FC Liverpool der bekannteste Fußballverein aus dem Merseyside. Bei den Toffees spielte er bis zur U-19, bevor Cummins im Juli 2011 in die Jugend des schottischen Erstligisten dem FC Motherwell wechselte. Dort spielte er das erste Jahr überwiegend in der U-19 und der Reserve. In der Spielzeit 2011/12 debütierte Cummins in der ersten Mannschaft gegen den FC Aberdeen unter Stuart McCall. Zu Saisonbeginn 2012/13 kam er dreimal im Europokal zum Einsatz darunter in der Champions League gegen Panathinaikos Athen im Athener Olympiastadion und in der Europa League gegen Levante UD. Den ersten Treffer für den Verein aus Motherwell konnte der Abwehrspieler im November 2012 beim 5:1-Auswärtssieg im Caledonian Stadium gegen Inverness erzielen. Im Dezember 2012 unterschrieb Cummins einen neuen Vertrag bei Well der bis zum Sommer 2015 lief. Im August 2015 wechselte er zu Bangor City.